# Потерянная лекция Фейнмана
«Потерянная лекция Фейнмана: Движение планет вокруг Солнца» (англ. Feynman’s Lost Lecture: The Motion of Planets Around the Sun) — книга, основанная на лекции Ричарда Фейнмана. Восстановлена из лекционных заметок и преобразована в форму книги физиком из Калифорнийского технологического института Дэвидом Л. Гудстейном и архивариусом Джудит Р. Гудстейн. Фейнман прочитал лекцию о движении планет в Калтехе 13 марта 1964 года, но заметки и рисунки были утеряны и, следовательно, не включены в серию «Фейнмановские лекции по физике». Конспекты лекций были позже найдены, но без фотографий рисунков на доске. Один из редакторов, Дэвид Л. Гудстейн, заявил, что поначалу без фотографий было очень трудно выяснить, какие диаграммы он имел в виду в аудиокассетах, но обнаруженные позднее его собственные лекционные заметки позволили полностью восстановить логическую структуру лекции.

Конструкция Фейнмана

## Обзор
Вы можете объяснить людям, которые плохо знают физику, раннюю историю … что открыл Ньютон, … законы Кеплера, закон равных площадей, что движение зависит от солнца и тому подобное. И затем — внимание — они всегда спрашивают: «Ну, откуда вы знаете, что это эллипс, если это обратный квадрат?» Ну, это чертовски тяжело, об этом не может быть и речи. Но я попытался найти самый простой путь, который мог. 
 В лекции, прочитанной для широкой аудитории, Фейнман пытается представить элементарную геометрическую демонстрацию, что первый закон Кеплера об эллиптических орбитах планет является необходимым следствием двух других законов Кеплера.
Структура лекции Фейнмана:
- Историческое введение в материал;
- Обзор некоторых геометрических свойств эллипса;
- Ньютоновская демонстрация того, что равные области в равное время эквивалентны силам, направленным на Солнце;
- Демонстрация Фейнмана о том, что равные изменения скорости происходят под одинаковыми углами на орбите;
- Демонстрация Фейнмана с использованием методов Уго Фано, что эти изменения скорости подразумевают, что орбита является эллиптической;
- Обсуждение экспериментов Резерфорда с рассеянием альфа-частиц и открытием атомного ядра.

Аудиозапись лекции также включает в себя двадцать минут ответов на вопросы студентов.